# Johan Peter Koch
 Der er for få eller ingen kildehenvisninger i denne artikel, hvilket er et problem. Du kan hjælpe ved at angive troværdige kilder til de påstande, som fremføres i artiklen.

Johan Peter Koch (født 15. januar 1870 i Vestenskov, død 13. januar 1928 i København) var en dansk officer, topograf og grønlandsforsker. Han var søn af sognepræst Carl Bendix Koch og Elise Knudine Koch (de Teilmann).
Han blev sekondløjtnant i fodfolket 1890, premierløjtnant samme år, kaptajn i 1907, oberstløjtnant i 1917.
Koch deltog 1900 i Carlsbergfondets Ekspedition til Østgrønland, under hvilken han opmålte og undersøgte den berejste kyststrækning, og deltog 1903—04 i Generalstabens opmålinger på Islands sydkyst, hvor naturforholdene var meget vanskelige. Han deltog derefter som topograf og kartograf i Danmark-ekspeditionen til Grønlands nordøstkyst 1906-08 under ledelse af Mylius Erichsen. Med glimrende udholdenhed, dristighed og dygtighed foretog han 1907 den store slædeekspedition til Grønlands nordligste pynt, Kap Bridgman på c. 83 1/2° nordlig bredde, og han fuldførte derved kortlægningen af Grønlands kystlinje. I 1908 foretog han sammen med grønlænderen Tobias en slæderejse fra 10. til 26. marts til eftersøgning af den forsvundne Mylius Erichsen og dennes to kammerater, og han fremskaffede derved vished for deres sørgelige skæbne og endeligt. I 1912-13 foretog han sin sidste arktiske bedrift, den danske ekspedition til Dronning Louise’s Land og vandringen tværs over Grønland med overvintring på selve indlandsisen. I 1917 fik han militært flyvercertifikat og udnævntes samme år til chef for Hærens Flyvertjeneste.
I 1907 rapporterede Koch, sammen med Aage Bertelsen, som de første at have set Fata Morgana Landet, en fantomø , der skulle ligger mellem Nordøstgrønland og Svalbard. Dette uhyggelige land blev angiveligt set af Lauge Koch fra luften i 1933.

## Forfatterskab
- Gennem den hvide Ørken; 1913
- Survey of North-East-Greenland; 1917